# Alfred-Kunze-Sportpark
Alfred-Kunze-Sportpark is de naam van het voetbalstadion in Leipzig Saksen (Duitsland). Het stadion werd geopend in 1915. Tot 2011 was het de thuishaven van FC Sachsen Leipzig dat inmiddels failliet gegaan is. Het stadion werd vernoemd naar Alfred Kunze, een succesvolle trainer van Chemie Leipzig.

## Geschiedenis
In 1919 plande de toen nog zelfstandige gemeente Leutzsch een sportcomplex van 36.410 m². De bouwwerken zouden een jaar duren zodat het stadion in 1920 in gebruik genomen zou worden. Nadat Leutzsch op 1 januari 1922 een deelgemeente van Leipzig werd, ging de eigendom over naar de stad Leipzig. Het complex was de thuishaven van meerdere voetbal-, sport- en turnverenigingen. In 1925-1926 liet turnvereniging Jahn Leipzig Leutzsch het clubgebouw optrekken in art-decostijl dat ook vandaag nog bestaat.
Nadat de NSDAP aan de macht kwam in 1933 werden alle arbeidersclubs ontbonden. In 1936 ging TuRa Leipzig op de terreinen spelen, TuRa was net gepromoveerd naar de Gauliga Sachsen en had een groter stadion nodig. Er werd vaak gespeeld voor 20.000 toeschouwers. Na het einde van de Tweede Wereldoorlog werden alle Duitse voetbalclubs ontbonden en viel voor TuRa het doek.
Na de oorlog werd een nieuwe club opgericht, SG Leipzig-Leutzsch die enkele keren van naam veranderde (1946-1949), ZSG Industrie Leipzig (1949/50), BSG Chemie Leipzig (1950–1954), SC Lokomotive Leipzig (1954–1963) en opnieuw BSG Chemie Leipzig (1963–1990). De traditionele topclubs van voor de oorlog (VfB en Wacker) waren verdwenen en de nieuwe club werd een van de topclubs van de stad.
In de jaren vijftig en zestig was Alfred Kunze er een tijd trainer. Er waren toeschouwersaantallen tot 27.000. In 1964 won Chemie verrassend de titel en in 1967 de beker. Thuiswedstrijden tegen stadsrivaal 1. FC Lokomotive Leipzig werden wel in het Zentralstadion gespeeld. In deze tijd heette het stadion Georg-Schwarz-Sportpark
Na de Duitse hereniging werd de huidige naam van het stadion aangenomen. Het werd de thuishaven van FC Sachsen Leipzig tot 2003. Van 2004 tot 2009 speelde de club ook geregeld in het gerenoveerde Zentralstadion. Het Alfred-Kunze-Sportpark werd wel nog gebruikt voor te trainen. Vanaf seizoen 2009/10 speelde Sachsen weer voltijds in het stadion.
Op 6 april 2011 speelde de club voor 3553 toeschouwers tegen RB Leipzig in de achtste finale van de Sachsenpokal. Het was het hoogste toeschouwersaantal in jaren. 